# Zisterzienserinnenabtei Arques

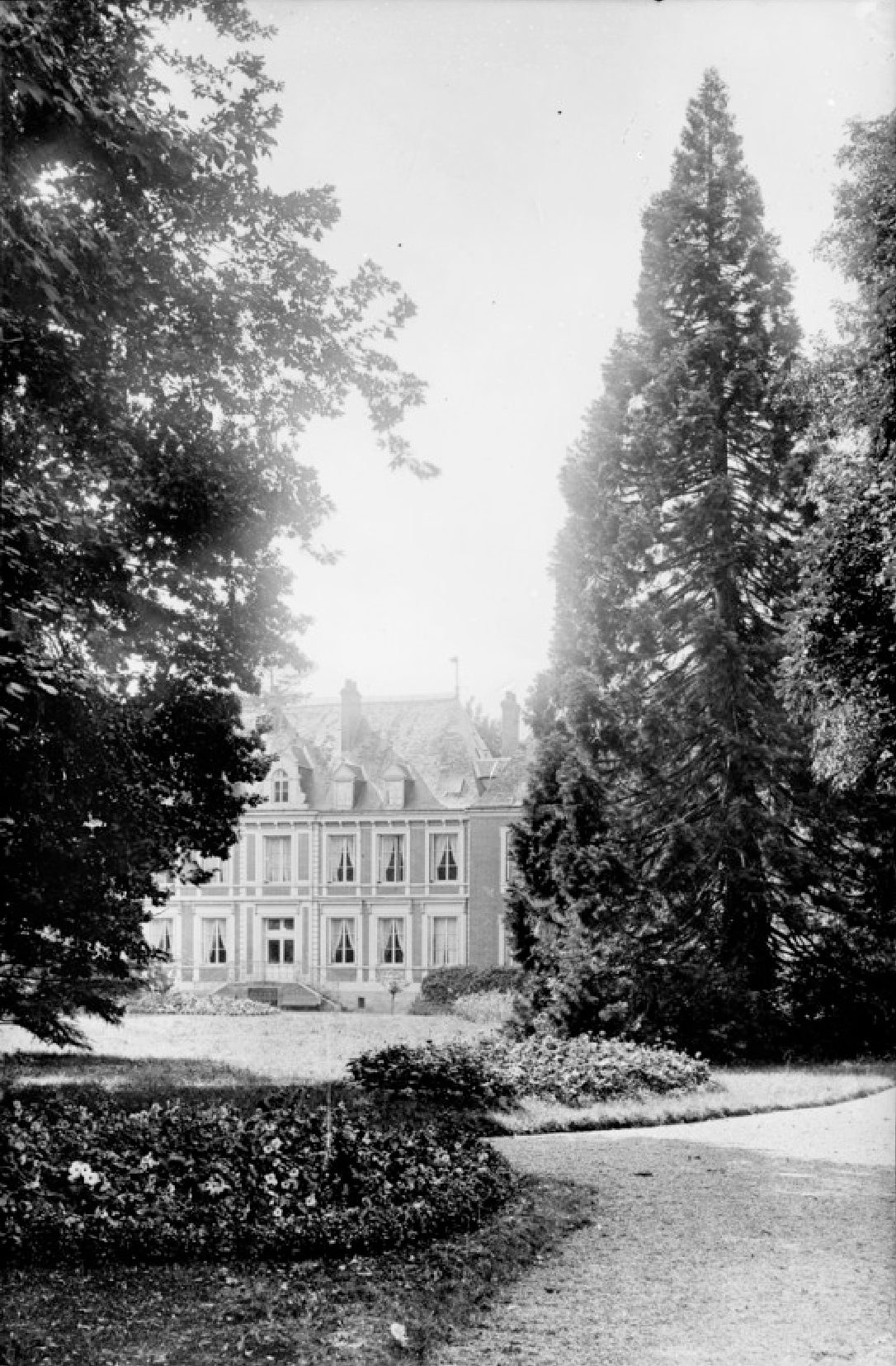
Die Abtei, Schloß geworden, am Ende des 19. Jahrhunderts.

Die Zisterzienserinnenabtei Arques war von 1636 bis 1791 ein Kloster der Zisterzienserinnen in Arques-la-Bataille bei Dieppe im Département Seine-Maritime in Frankreich.

## Geschichte
Louis de Guiran, Herr von Dampierre-Saint-Nicolas, stiftete 1636 sechs Kilometer südöstlich Dieppe das Zisterzienserinnenkloster Notre-Dame et Saint-Joseph in Arques, zu dessen erster Äbtissin seine Schwester Louise de Guiran gewählt wurde, Nonne des Klosters Saint-Aubin-de-Gournay (in Gournay-en-Bray). Kloster Arques brannte 1768 ab und wurde wiederaufgebaut. 1791 kam es zur Auflösung durch die Französische Revolution. Das Äbtissinnenhaus (in schlossähnlicher Form) ist erhalten („Château de l’Abbaye“, in Privatbesitz).

### Handbuchliteratur
- Laurent Henri Cottineau: Répertoire topo-bibliographique des abbayes et prieurés. Bd. 1. Protat, Mâcon 1939–1970. Nachdruck: Brepols, Turnhout 1995. Spalte 160.
- Bernard Peugniez: Le Guide Routier de l’Europe Cistercienne. Editions du Signe, Straßburg 2012, S. 264.
- Gereon Christoph Maria Becking: Zisterzienserklöster in Europa. Kartensammlung. Lukas Verlag, Berlin 2000, ISBN 3-931836-44-4, Blatt 53 C.